# Diario Panorama
El Diario Panorama es periódico privado de carácter regional, ubicado en el estado Zulia, editado en la ciudad de Maracaibo, fundado en 1914.  Su edición impresa fue el de mayor circulación en el estado Zulia y el occidente del país.
El 14 de mayo de 2019 el diario publica su última edición impresa, debido a falta de materiales para continuar con la impresión, consecuencia de la crisis económica que atraviesa el país. En enero del año 2021 su página web queda fuera de servicio después que su sede principal fuese clausurada durante 5 días por el SENIAT.

## Historia
El Diario Panorama nació el 1 de diciembre de 1914, por los empresarios Abraham y David Belloso Rossell, en sociedad con Ramón Villasmil. La primera sede estaba ubicada en la Plaza Baralt de Maracaibo, en donde tenían una imprenta cuya máquina de impresión era movida por una caldera de vapor.
La primera edición fue de cuatro páginas, con una impresión de 5 mil ejemplares.
En 1917 Ramón Villasmil, luego de haber comprado las acciones a los hermanos Belloso Rossell, queda al frente de la empresa y en esa primera etapa dura hasta 1946.
Circulaba regularmente de lunes a sábado, tenía el mismo formato estándar y su extensión variaba de 4 a 16 páginas, según el número de avisos, que fue creciente desde el comienzo.
En febrero de 1949 las acciones pasan a ser propiedad del doctor Luis Guillermo Pineda, Eduardo Emiro Ferrer y Carlos Ramírez McGregor, quienes consideraron que los objetivos de la empresa debían ser los de informar y orientar a la comunidad, siempre en defensa del sistema de libertades. Con la Junta Directiva presidida por el doctor Luis Guillermo Pineda, quien invierte cuantiosas sumas de dinero en su modernización, el Diario Panorama emprende su verdadero proceso de crecimiento. 
En 1954 se instaló una de las rotativas más grande de Latinoamérica, la rotativa Goss Headliner, que permitió un tiraje de 35.096 ejemplares diarios y ediciones de 32 páginas.
El diario prosigue la sistemática promoción de los grandes intereses del estado, impulsando la construcción del Hospital Antituberculoso de Maracaibo, la expansión del Cuerpo de Bomberos y un proyecto que, lanzado desde los años cincuenta, vería su conclusión una década después: el Puente sobre el Lago de Maracaibo. Durante la presidencia del doctor Luis Guillermo Pineda el periódico se consolida como el gran vocero de la actividad económica y productiva del Zulia, impulsando la captación de las inversiones públicas y de empresarios foráneos en la región.
Desde su fundación se erigió en el principal órgano periodístico del Zulia, por ser periódico grande y por tener servicios internacionales, iguales a los diarios de Caracas.
En 1967, por la temprana defunción del doctor Pineda, su hijo Esteban Pineda Belloso pasa a ocupar la presidencia de la empresa, marcando la etapa contemporánea del periódico, la que se prolonga hasta hoy.
En los años sesenta y setenta, Panorama apuesta decididamente por la continuación del hecho democrático que adelantaba el país, cuando la explosión de los precios petroleros se inclinaba por la canalización de inversiones públicas importantes que permitían acelerar el desarrollo social del estado. Un estilo sobrio, pero de gran impacto informativo; de estabilidad y continuidad en el personal y una gerencia signada por la mesura y la inversión estratégica aseguran la definitiva consolidación del diario en la cumbre del periodismo venezolano de provincia.

### Edificio Panorama

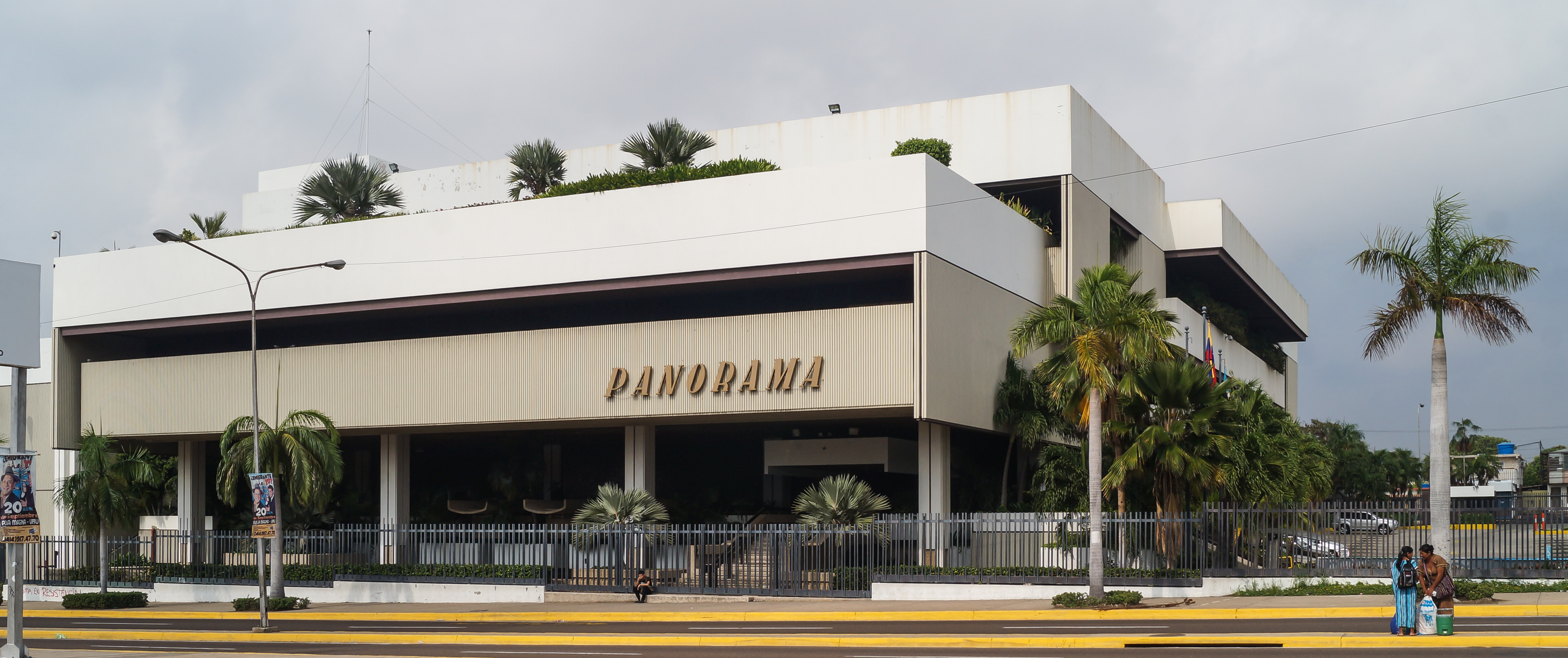
Edificio del Diario Panorama

Ya para los años ochenta, cuando en las universidades se habla del fenómeno Panorama (único periódico regional de alcance nacional y con absoluto liderazgo en su estado), la directiva construye un portentoso edificio ubicado en la avenida 15 (Las Delicias) esquina avenida Padilla # 95-60, en la ciudad de Maracaibo, Zulia.
Inaugurada el 1 de diciembre de 1984, la moderna sede ocupa 32.000 m² de construcción, y en sus instalaciones funciona una novísima rotativa, lo cual configura una infraestructura apta para los próximos cuarenta años. Con varios Premios Nacionales de Periodismo, numerosos reconocimientos dentro y fuera de Venezuela y el unánime respeto del empresariado venezolano, Panorama se mantiene en la cumbre como una tribuna de todas las formas del pensamiento político y social del país. Mientras desfilan en su conducción los periodistas Valmore Rodríguez, José Antonio Ugas Morán, Ciro Urdaneta Bravo, Hesnor Rivera, Adalberto Toledo y José Semprún, por sus páginas también pasan y se mantienen columnistas y colaboradores de todas las tendencias políticas y del variado mundo empresarial y social.
Para 2023, con 108 años de fundado este diario cuenta con más de 30 mil ediciones respaldadas por una tradición de profesionalismo informativo, constante renovación y el respeto sus lectores, y un tiraje superior a 130 mil periódicos diarios.
En el 2002 según la firma auditora asignada por el Comité de Certificación de Medios de Anda-Fevap y el propio periódico, el promedio de ventas de ejemplares anuales rondaba los 37.566.209, con un estimado de 104 mil periódicos al día. 
Este diario representa el medio con mayor circulación certificada en el Zulia y en el occidente. Para la presidenta de Anda, María Teresa Almarza, este proceso constituye un paso importante para entablar una relación honesta y transparente entre el medio, los lectores y sus anunciantes.
El 14 de mayo de 2019 el diario publica su última edición impresa la cual denominan "hasta pronto", "¡Hasta pronto, Maracaibo de nuestros desvelos. Nos veremos nuevamente Zulia de nuestro orgullo. Cuenta siempre con nosotros, Venezuela nuestra! " reseña en el último párrafo de despedida del diario.
El 8 de enero de 2021 el diario fue clausurado por cinco días, por irregularidades.